# Formel BMW Americas 2008
Formel BMW Americas 2008 var ett race som vanns av Alex Rossi från USA, efter att ha vunnit 10 av  17 race.

## Delsegrare
| Bana         | Vinnare            | Vinnare            | Vinnare       |
| ------------ | ------------------ | ------------------ | ------------- |
| Laguna Seca  | Gianmarco Raimondo | Gianmarco Raimondo | Inget race    |
| Montréal     | Ricardo Favoretto  | Alex Rossi         | Inget race    |
| Mid-Ohio     | Alex Rossi         | Alex Rossi         | Inget race    |
| Lime Rock    | Alex Rossi         | Daniel Juncadella  | Inget race    |
| Road America | Alex Rossi         | Alex Rossi         | Adrien Tambay |
| Millville    | Alex Rossi         | Alex Rossi         | Inget race    |
| Interlagos   | Alex Rossi         | Alex Rossi         | Inget race    |

## Slutställning
| Plats | Förare              | Poäng |
| ----- | ------------------- | ----- |
| 1     | Alex Rossi          | 245   |
| 2     | Ricardo Favoretto   | 142   |
| 3     | Gianmarco Raimondo  | 128   |
| 4     | Mikaël Grenier      | 114   |
| 5     | Alexandre Ruiz      | 111   |
| 6     | Giancarlo Vilarinho | 109   |